# Guy-Crescent Fagon
Pour les articles homonymes, voir Fagon.
Guy-Crescent Fagon, né le 11 mai 1638 à Paris, où il est mort le 11 mars 1718, est le premier médecin du roi de 1693 à la mort de Louis XIV. Il développe par ailleurs, aux portes de Paris, le Jardin royal des plantes médicinales ou « Jardin du roi », futur Muséum national d'histoire naturelle.

## Biographie

### Famille et études
Il est le fils d'Henri Fagon, commissaire des guerres, et de Louise de La Brosse, sœur de Guy de La Brosse (1586-1641), fondateur du Jardin du roi et parrain de l’enfant. Si son premier prénom est celui de son parrain, on ignore l’origine de Crescent.
Très tôt orphelin de père, il fait des études brillantes. Il obtient son titre de docteur en médecine le 9 décembre 1664. Il exerce de 1666 à 1667 à l'Hôtel-Dieu de Paris. Il apprend la botanique, notamment auprès de Pierre Magnol (1638-1715), botaniste à Montpellier.

### Botaniste au Jardin du roi
Antoine Vallot (1595 ou 1596-1671) fait appel à lui pour récolter des plantes en France. II contribue à l'embellissement du Jardin du roi (l'actuel Jardin des plantes), qu'il enrichit par des excursions botaniques en Auvergne, en Provence, dans les Alpes et les Pyrénées. Il collabore au premier catalogue du Jardin, Hortus regius, que Denis Joncquet (?-1671) fait publier en 1665. C’est Fagon qui en rédige la plus grande part. 4 000 espèces y sont décrites. En 1699, il devient membre honoraire de l’Académie des sciences.
La mort de Joncquet lui permet d’obtenir un poste de sous-démonstrateur. L'année suivante, il obtient le poste de démonstrateur en pharmacie.

### Premier médecin du Roi

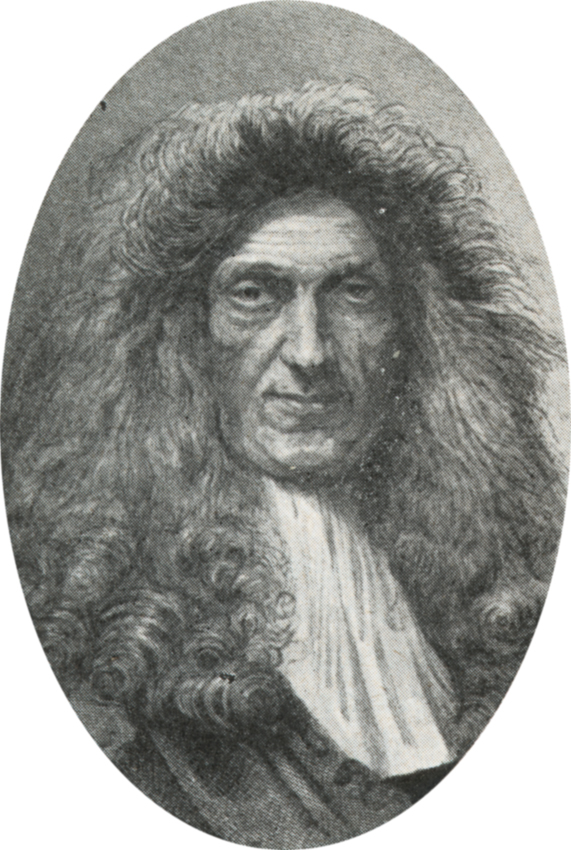
Guy-Crescent Fagon

Il se distingue dans la pratique de la médecine par ses succès et son désintéressement. Il est le médecin de la Dauphine en 1680 et il est nommé premier médecin du roi Louis XIV en 1693 après le renvoi d’Antoine d'Aquin (1620-1696). Il est le premier à mettre en doute les bienfaits du tabac sur la santé.
C'est dans ce dernier tiers du XVIIe siècle qu'il se fait construire une propriété à la sortie du village de Fontenay-aux-Roses sur une superficie d'environ 23 ares, clos de mur, dont le nom de l'architecte n'est pas connu. L'ensemble se compose d'un bâtiment principal avec des communs  (orangerie, caves).
Tyrannique et caractériel, il aurait appuyé le discrédit d'Antoine d'Aquin en incriminant la consommation de vin de Champagne (vins tranquilles à cette époque) par Louis XIV. Il impose la consommation des vins de Bourgogne (le 16 octobre 1695, selon Dangeau) à la table du Roi, avec adjonction de quinquina qui, selon la petite histoire, aurait permis au Roi de conserver toutes ses facultés viriles.
Il fait ordonner par Louis XIV les explorations de Charles Plumier en Amérique, de Louis Éconches Feuillée au Pérou, de Joseph Pitton de Tournefort, dont il est le protecteur, en Asie.

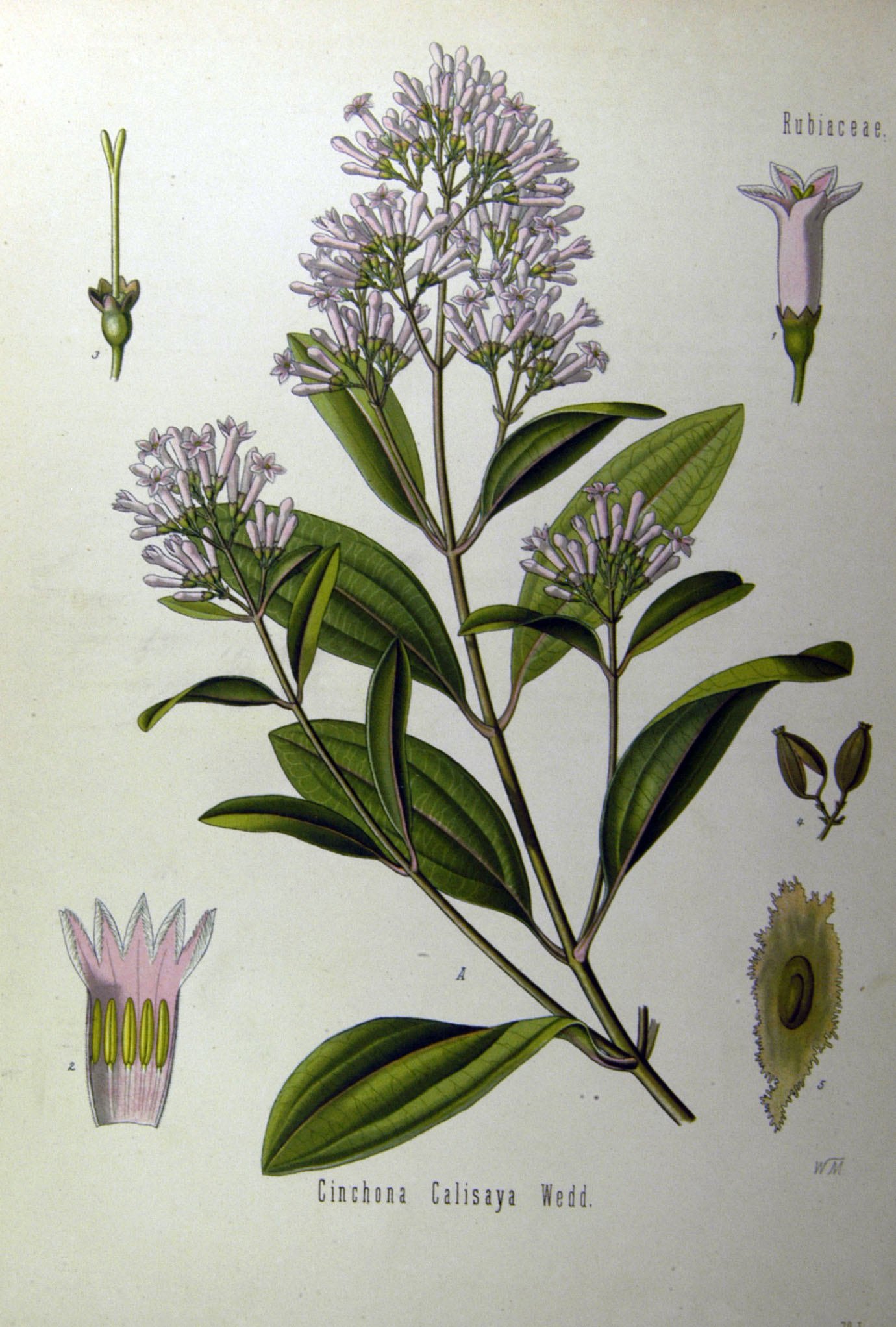
Quinquina jaune, Cinchona calisaya (Köhler)

Il est l'un des premiers à reconnaître l'efficacité des eaux de Barèges et du quinquina et il rédige un mémoire sur les Qualités de Quinquina en 1703. Il est partisan de la théorie sur la circulation du sang et s'oppose ainsi à d'autres scientifiques de la Sorbonne.
La princesse Palatine dit de lui : « Le Docteur Fagon est une figure dont vous aurez peine à vous faire idée. Il a les jambes grêles comme celles d'un oiseau, toutes les dents de la mâchoire supérieure pourries et noires, les lèvres épaisses, ce qui lui rend la bouche saillante, les yeux couverts, la figure allongée, le teint bistre et l'air aussi méchant qu'il l'est en effet. »

### Famille et descendance
Il s'est marié avec Marie Nozereau.
Il est le père de Louis Fagon (25 janvier 1680 - 8 mai 1744), conseiller d’État ordinaire, et au Conseil royal, intendant des finances, en 1714-1715 et en 1722-1744, et d'Antoine Fagon, évêque de Lombez puis évêque de Vannes. Ledit Louis baptisé à Versailles le 13 mai 1683 avec comme parrain Monseigneur le dauphin et marraine sa majesté la reine. Il reprendra la maison de Fontenay-aux-Roses et commande quelques travaux d'embellissement par son ami le peintre Jean-Baptiste Oudry (1686-1755), qui peindra entre autres les panneaux décoratifs des quatre pièces du rez-de-chaussée représentant sur un fond blanc des oiseaux, des fleurs, des paysages et des animaux.

## Iconographie

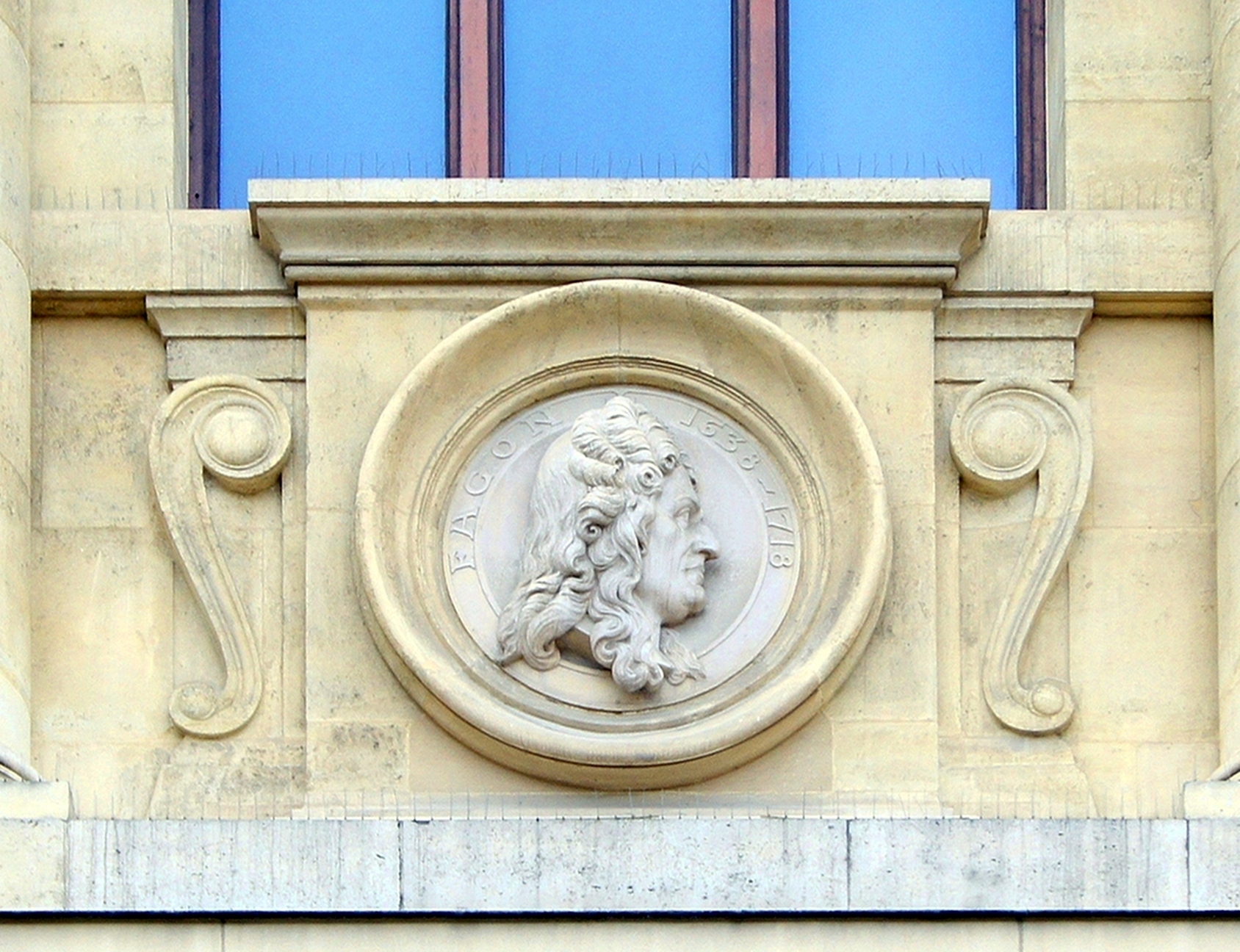
Médaillon sur la Grande Galerie de l'Évolution

- Médaillon sur la Grande Galerie de l'ÉvolutionFagon a notamment été peint par Hyacinthe Rigaud en 1694[réf. nécessaire]. Ce portrait a été gravé par Gérard Edelinck en 1702 ;
- un portrait faussement identifié comme étant celui de Fagon par Jean Jouvenet, conservé à Paris au musée du Louvre, s'est révélé être un portrait du médecin Raymond Finot[7].
- Il est représenté sur un des "mascarons" de la façade extérieure principale, côté jardin, de la grande galerie de l'Évolution, au Jardin des plantes, à Paris (cf. photo ci-contre à droite infra).

## Taxonomie et toponymie

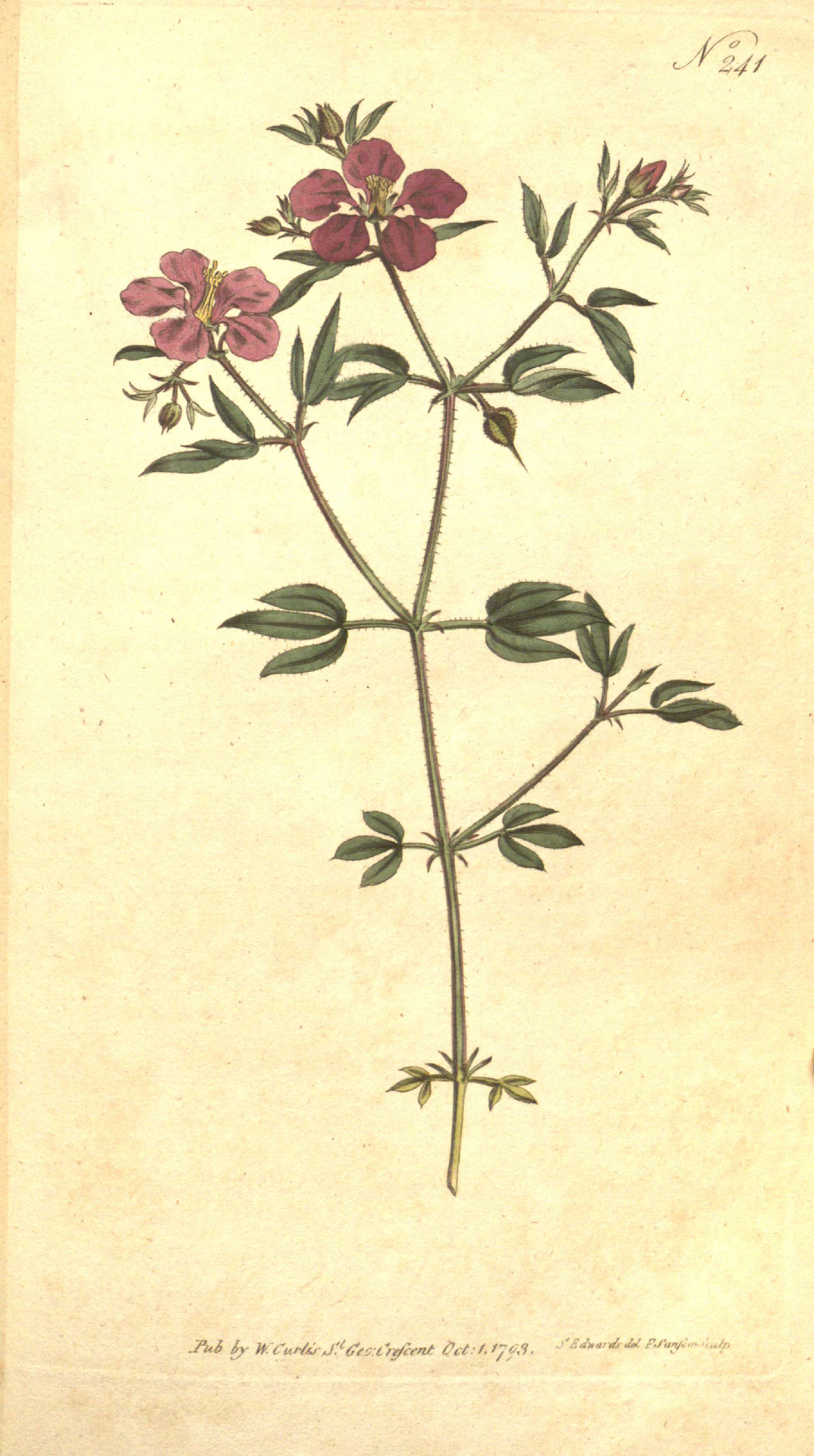
Fagonia, 1794

Un genre de plantes porte son nom : Fagonia.
Une rue de Paris dans le 13e arrondissement a été nommée en son hommage.

## Source partielle
Marie-Nicolas Bouillet  et Alexis Chassang (dir.), « Guy-Crescent Fagon » dans Dictionnaire universel d’histoire et de géographie, 1878 (lire sur Wikisource)